# Stegen (Badenia-Wirtembergia)
Siegen – miejscowość i gmina w Niemczech, w kraju związkowym Badenia-Wirtembergia, w rejencji Fryburg, w regionie Südlicher Oberrhein, w powiecie Breisgau-Hochschwarzwald, wchodzi w skład związku gmin Dreisamtal. Leży ok. 9 km na południe od centrum Fryburga Bryzgowijskiego.